# Amolops bellulus
Amolops bellulus là một loài ếch trong họ Ranidae.
Nó được tìm thấy ở Trung Quốc và Myanma.
Các môi trường sống tự nhiên của chúng là rừng mây ẩm nhiệt đới và cận nhiệt đới và sông. Tình trạng bảo tồn của nó hiện chưa đủ thông tin.